# Bassagri
Bassagri (en rus: Басарги) és un poble del krai de Perm, a Rússia, que en el cens del 2010 tenia 4 habitants.